# Nemoura avicularis
Nemoura avicularis är en bäcksländeart som beskrevs av Morton 1894. Nemoura avicularis ingår i släktet Nemoura och familjen kryssbäcksländor. Arten är reproducerande i Sverige. Inga underarter finns listade i Catalogue of Life.